# Philippine Sports Stadium
La Philippine Sports Stadium, est un stade omnisports située dans le quartier d'affaires de Ciudad de Victoria, entre Bocaue et Santa Maria, dans la province de Bulacan, aux Philippines et située à 20 km au nord de Manille.
C'est le plus grand et également le plus moderne des stades de football des Philippines, et sa capacité maximale est de 25 000 spectateurs.
Il est conçu pour tous les événements de l'Iglesia ni Cristo, sportifs, culturels et d'autres programmes. Le propriétaire légal de l'arène est l'établissement d'enseignement de l'INC, l'Université New Era.
Il est situé à l'intérieur d'un complexe sportif réunissant le Philippine Arena et le Phil Sports Center.

## Histoire
Le Philippine Sports Stadium est officiellement inaugurée le 21 juillet 2014. La construction du stade est un de nombreux événements marquant le centenaire de l’Iglesia ni Cristo, le 27 juillet 2014.
Le premier match de football qui a lieu dans le stade, est un match de phase de groupes de la Coupe de l'AFC 2015 entre le Global FC et Yadanarbon FC le 15 avril 2015,, devant 2 000 spectateurs (victoire 4-1 du club philippin). Lors de ce match, Mark Hartmann inscrit le premier but de l'histoire du stade.
Le premier match de l'équipe des Philippines de football a lieu le 11 juin 2015 contre le Bahreïn, dans le cadre du second tour des éliminatoires de la Coupe du monde 2018, devant 6 000 spectateurs (victoire 2-1 des philippins). Misagh Bahadoran et Javier Patiño sont les deux buteurs de la rencontre.
Le stade accueille des rencontres du Championnat d'Asie du Sud-Est 2016.

## Événements
- Championnat d'Asie de rugby à XV 2015 de Division 1, du 6 au 9 mai 2015[10]
- AFF Suzuki Cup 2016

## Galerie

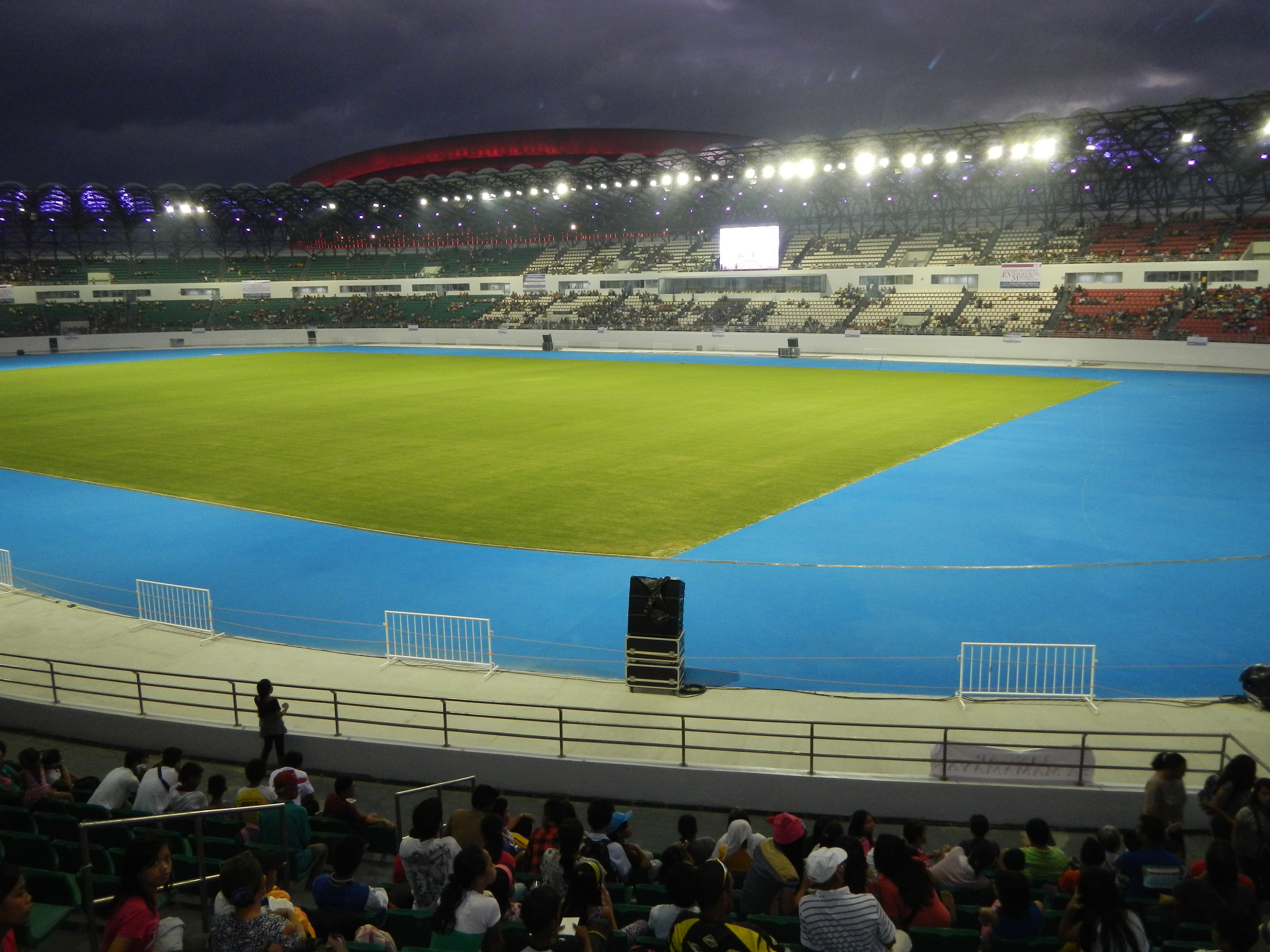
Intérieur